# Kimrie Lewis
Kimrie Denise Lewis (Los Angeles, 16 marzo 1982) è un'attrice statunitense nota soprattutto per aver interpretato Poppy Banks nella commedia Single Parents della ABC, come reporter Ashley Davidson in Scandal e interpretando Mika in Kenan.

## Biografia
Kimrie Lewis è nata a Los Angeles ed è figlia di Carol, produttrice esecutiva di notizie, e di William, tecnico del suono e cameraman; è cresciuta a South Los Angeles. Tramite i gradi di parentela del padre è la pronipote del bassista jazz Charles Mingus.
Si è laureata alla New York University Tisch School of the Arts con un B.A. in teatro.

### Carriera
Kimrie Lewis ha recitato nel ruolo della reporter Ashley nella serie televisiva Scandal della ABC. È apparsa nel ruolo di Meg in Peeples con Kerry Washington, Craig Robinson e David Alan Grier. Ha recitato nella serie drammatica Chasing Life nel ruolo di Madeline. Successivamente è apparsa in diversi spot pubblicitari tra cui quelli per McDonald's, Sherwin-Williams e Country Music Television.
Nell'agosto 2016 TV Line ha riportato che l'attrice sarebbe stata guest star nella quinta stagione della commedia The Mindy Project su Hulu. Nel 2018 ha iniziato a recitare  nella Single Parents ricoprendo un ruolo principale; successivamente ha recitato, sempre come protagonista, nella serie Kenan della NBC.

## Filmografia

### Attrice

#### Cinema
- Not Just Yet, regia di Michelle-Anne M. Small (2004)
- State of Play, regia di Kevin Macdonald (2009)
- Make a Movie Like Spike, regia di Jamil Walker Smith (2011)
- Peeples, regia di Tina Gordon (2013)
- La lista di Jessica (Jessica Darling's It List), regia di Ali Scher (2016)
- 2 Minutes of Fame, regia di Leslie Small (2020)

#### Televisione
- Half & Half – serie TV, episodio 4x15 (2006)
- The Unsuccessful Thug – serie TV (2006)
- Brute Squad – serie TV (2011)
- Go On – serie TV, episodio 1x01 (2012)
- New Girl – serie TV, episodio 3x05 (2013)
- Scandal – serie TV, 24 episodi (2013-2018)
- Vicini del terzo tipo – serie TV, episodio 2x13 (2014)
- What The?! – serie TV, episodio 1x02 (2014)
- Chasing Life – serie TV, 4 episodi (2015)
- The Detour – serie TV, episodio 1x01 (2016)
- 2 Broke Girls – serie TV, episodio 6x14 (2017)
- Get Your Life – serie TV, episodio 2x05 (2017)
- The Mindy Project – serie TV, episodi 5x09-5x10 (2017)
- A casa di Raven – serie TV, episodio 1x12 (2017)
- The Fake News with Ted Nelms – serie TV, episodio 1x01 (2017)
- Superstore – serie TV, episodio 3x18 (2018)
- Brockmire – serie TV, episodio 2x02 (2018)
- Single Parents – serie TV, 45 episodi (2018-2020)
- The Donors – serie TV, episodio 1x03 (2019)
- Kenan – serie TV, 20 episodi (2021-2022)
- Black-ish – serie TV, episodio 8x13 (2022)
- A Black Lady Sketch Show – serie TV, episodio 3x04 (2022)
- Non sono ancora morta (Not Dead Yet) – serie TV, episodio 2x08 (2024)

### Sceneggiatrice
- The Donors – serie TV, episodio 1x05 (2019)

## Doppiatrici italiane
Nelle versioni in italiano delle opere in cui ha recitato, Kimrie Lewis è stata doppiata da:
- Irene Di Valmo[8] in Single Parents[9]
- Emanuela Damasio in New Girl[10]
- Ilaria Egitto in Superstore[11]